# Friedrich von Payer
Friedrich Ludwig von Payer (Tubinga, 12 giugno 1847 – Stoccarda, 14 luglio 1931) è stato un politico e avvocato tedesco. Liberale, fu vicecancelliere della Germania durante l'ultimo anno della prima guerra mondiale.
Nacque a Tubinga e studiò al seminario di Blaubeuren, tornando nella sua città natale per studiare legge nel 1865. Dopo aver completato la sua formazione universitaria, lavorò come avvocato a Stoccarda e fu eletto per la prima volta al Reichstag nel 1877. Raggiunse l'apice della sua carriera politica durante la prima guerra mondiale, durante la quale sostenne una pace negoziata con le potenze alleate e fu nominato vice-cancelliere. Dopo la guerra, fu presidente del Partito Democratico Tedesco (DDP) e rimase membro del nuovo Reichstag di Weimar fino al 6 giugno 1920. Sposò Alwine Schöninger.

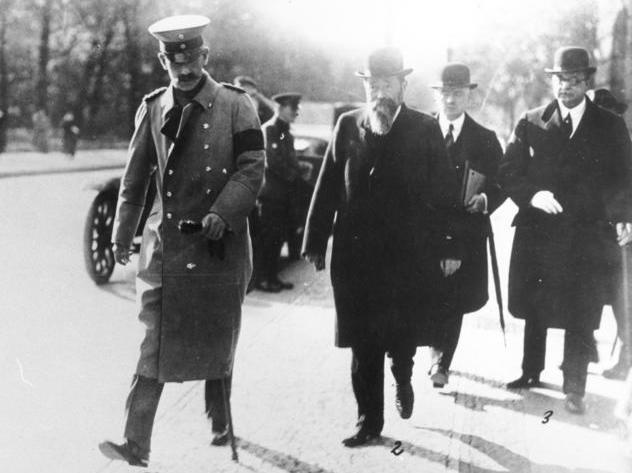
Friedrich von Payer (al centro) insieme a Massimiliano di Baden (a sinistra)